# Hartmannsdorfer Forst
Der Hartmannsdorfer Forst ist ein ausgedehntes Waldgebiet am unteren Rand des oberen Westerzgebirges und liegt zum größten Teil auf der Flur der Gemeinde Hartmannsdorf im Landkreis Zwickau. Kleinere Teile gehören zur Bergstadt Schneeberg im Erzgebirgskreis. Zwischen 1964 und 2008 waren große Teile des Forstes militärisches Sperrgebiet.

## Nachbargemeinden
| Saupersdorf           | Burkersdorf                                 | Weißbach, Griesbach |
| Hartmannsdorf         | Kompassrose, die auf Nachbargemeinden zeigt | Lindenau            |
| Bärenwalde, Lichtenau | Hundshübel                                  | Neustädtel          |

## Geographische Lage

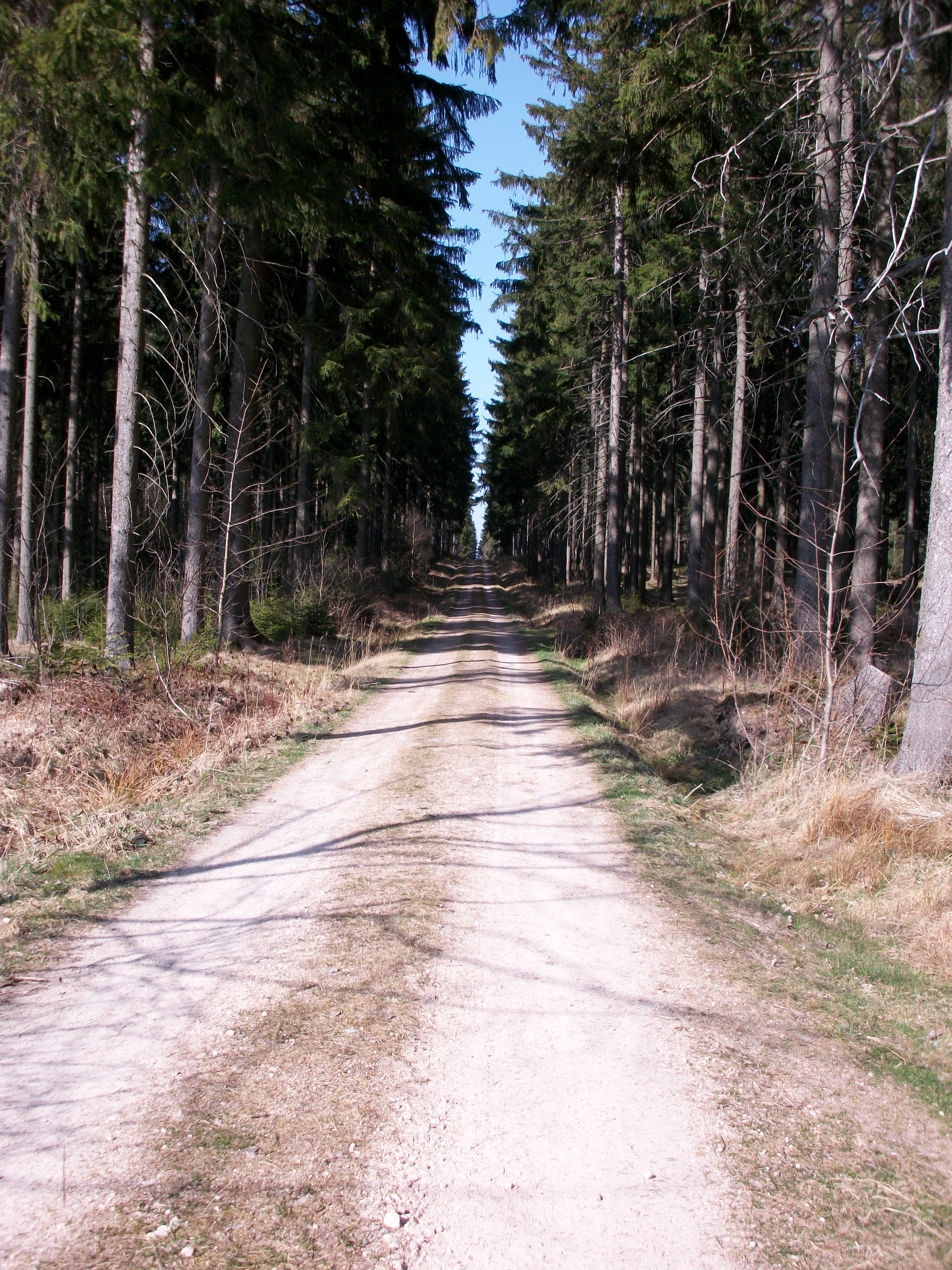
Langer Flügel

Der Hartmannsdorfer Forst liegt am Nordwestrand des Westerzgebirges im Bereich des Schiefermantels des benachbarten Kirchberger Granitmassivs sowie dessen östlichen Randbereichen und hauptsächlich im Eibenstocker Granitgebiet. Seine westliche Grenze bildet der Rödelbach, ein Seitenbach der Zwickauer Mulde. Höchste Erhebung des Gebietes ist der Hirschenstein mit 610,4 m. Im südwestlichen Teil des Forstes befindet sich das ehemalige Hochmoor Jahnsgrün, welches in jüngerer Zeit zum Torfstich genutzt wurde. Im Südosten befindet sich der Filzteich, eine von Sachsens ältesten Talsperren. Durch diesen verläuft die Orts- und Kreisgrenze zwischen Schneeberg im Erzgebirgskreis und Hartmannsdorf im Landkreis Zwickau. Einzige Siedlung im Hartmannsdorfer Forst ist der Hartmannsdorfer Ortsteil Jahnsgrün, zu dem weiterhin einige Wirtschaftsgebäude am ehemaligen Torfstich, ein Forsthaus an der Torfstraße und ein Gestüt am Sonnenbergweg gehören. Der Hartmannsdorfer Forst weist Höhen zwischen 410 und 610 m auf. Seine Gesamtfläche beträgt 1650 Hektar auf 9 km Länge und 1,5 km Breite.

### Gliederung

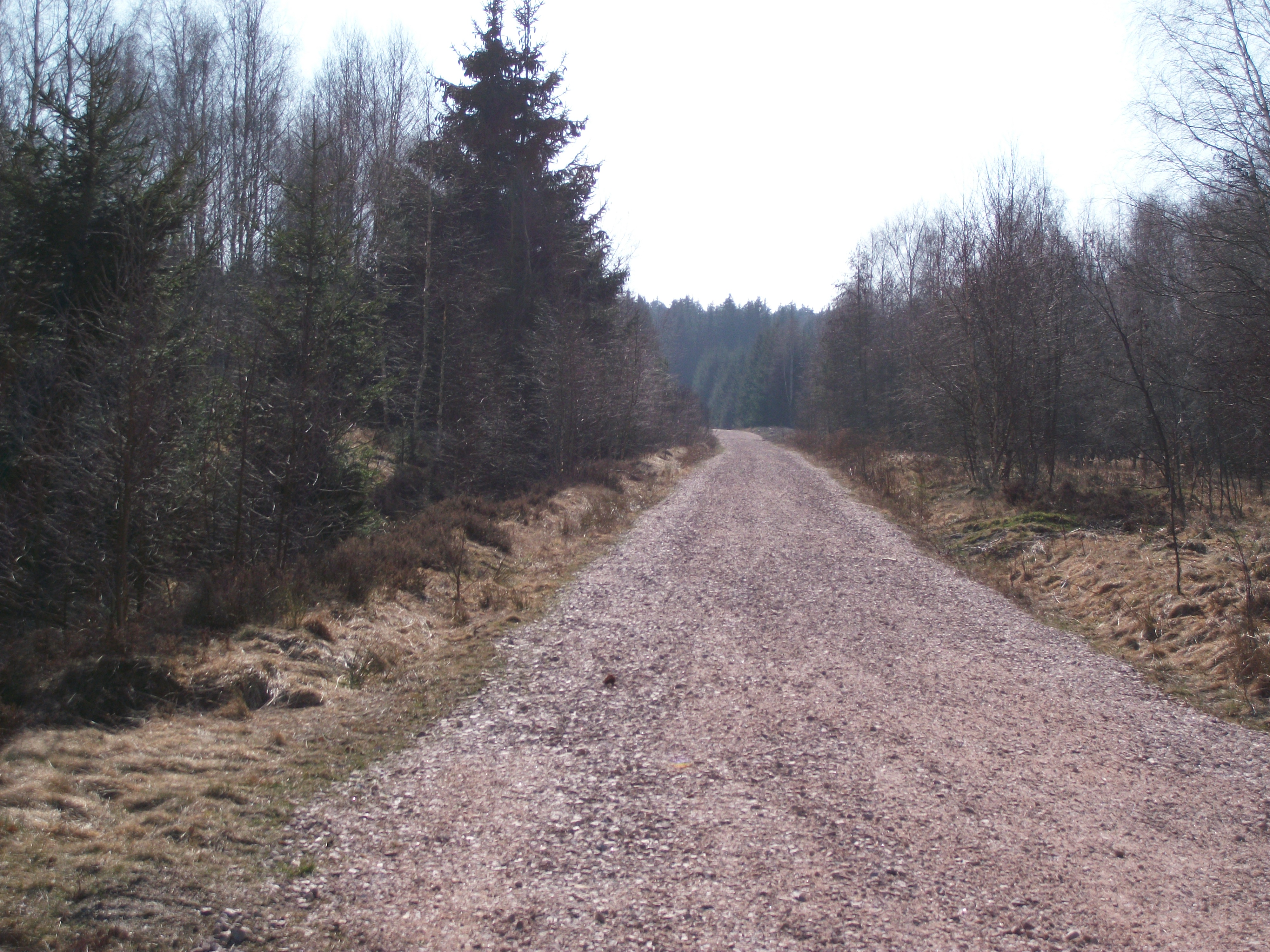
Im oberen Forst

In der Literatur findet man eine Dreiteilung des Hartmannsdorfer Forstes. Der obere Forst umfasst den Teil des Waldes der östlich der Linie Lichtenauer Flügel – Salzstraße (zwischen Lichtenau und Lindenau) mit dem Hochmoor Jahnsgrün und dem Filzteich liegt.
Das westlich davon gelegene Areal wird von dem Fürstenweg in den nördlich gelegenen niederen Forst und den südlich gelegenen mittleren Forst geteilt. Als „Der Hohe Forst“ wird der im niederen Forst gelegene Höhenzug zwischen Saupersdorfer Straße und Schneeberger Straße bezeichnet. Angelehnt daran gibt es in Burkersdorf die Straße „Am Hohen Forst“. Im niederen Forst befindet sich der Hirschenstein, die Bergbaulandschaft „Hoher Forst“ und der ehemalige Schießplatz der Schneeberger Jägerkaserne.

## Geschichte

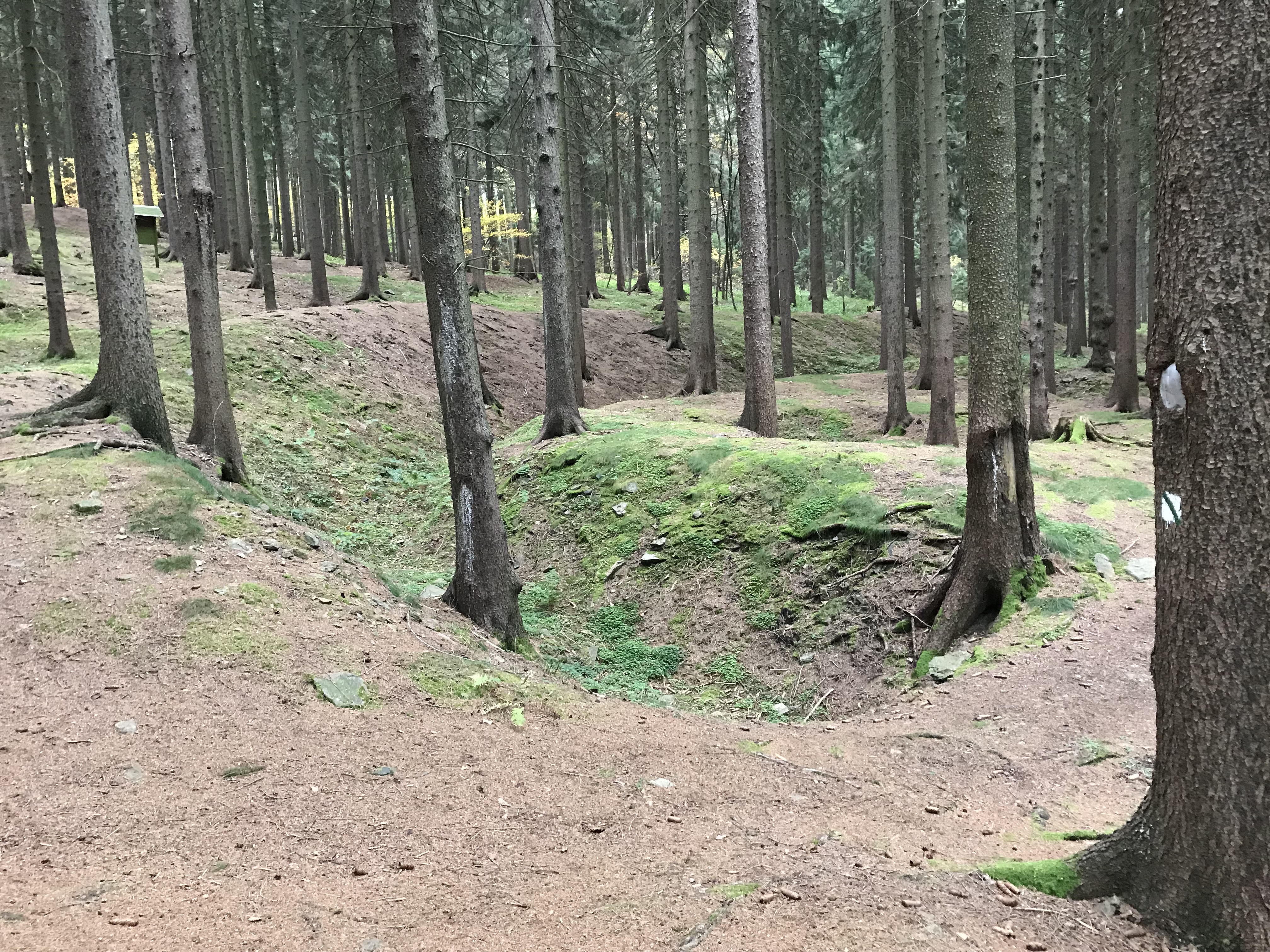
Bingenzug im Hohen Forst

Die Gegend um den Hartmannsdorfer Forst wurde im 12. Jahrhundert besiedelt und gehörte zur Herrschaft Wiesenburg. Der Hartmannsdorfer Forst, auch Wiesenburger Wald genannt, war der herrschaftliche Wald der Wiesenburger Herren. Im Nordosten des Waldes verlief eine uralte Salzstraße von Wiesenburg über Weißbach und Lindenau in Richtung Böhmen. Die Siedlung Jahnsgrün im Hartmannsdorfer Forst wurde bereits um 1464 als Wüstung bezeichnet. Bergbauliche Aktivitäten konnten im als Hoher Forst bezeichneten Areal zwischen Burkersdorf und Weißbach nachgewiesen werden. Dort befanden sich einige Bergwerke und eine kleine Bergarbeitersiedlung.
Noch heute finden sich im Gelände zahlreichen Pingen und Halden als Zeugnisse mittelalterlichen Bergbaus sowie von Häusern stammende Gruben. Besonders interessant sind die Reste einer Turmhügelburg und die dazugehörige von einem Wall umgebenes Siedlung unweit davon, die Fürstenberg genannte Burg.
Der Wiesenburger Herrschaftswald diente vornehmlich der Jagd, der Köhlerei und der Viehzucht. Die Holznutzung gewann erst im 16. Jahrhundert mit dem aufblühenden Bergbau an Bedeutung. Der „Obere Forst“ war ritterlicher Lehnsbesitz derer von Bünau, Pflugk und von Creutz und gehörte ab 1663 zum Amt Wiesenburg. Der „Untere Forst“ gehörte bereits ab 1600 den Wiesenburger Herren. Um 1605 wird das „Hüttlein am Bornbrunn“ an der Bärenwalder Straße bei Jahnsgrün erwähnt, in welchem ein Förster wohnte. Die Försterei des Waldes befand sich ab 1607 in Hartmannsdorf bei Kirchberg. 1819 wurde das baufällig gewordene Forsthaus in Hartmannsdorf neu erbaut. 1832 wird erstmals ein „Filzförster“ zur Beaufsichtigung des Torfstiches eingesetzt. Zwei große Waldbrände richten 1874 und 1880 großen Schaden im Wald an. Das alte Forsthaus im Dorfinneren von Hartmannsdorf wurde 1879 verkauft und ein neues Gebäude am südlichen Ortsrand errichtet. 1905 entstand an der Straßenabzweigung nach Weißbach ein Dienstgebäude für den Forstwart.
Nach 1945 leiteten die Sächsischen Forstämter und später der Forstwirtschaftsbetrieb Zwickau den Forstbetrieb. Ab 1964 wurde der größte Teil des Waldes militärisches Sperrgebiet der NVA. Von 1990 bis 2008 diente das Areal den Soldaten der Bundeswehr in Schneeberg als Truppenübungsplatz. Nach der Schließung der Jägerkaserne errichtete der Landkreis Zwickau 2010 ein Naturschutzgebiet im Oberen Forst. Die Verwaltung des Gebietes erfolgt seit 1990 durch das Bundesvermögensamt mit der Bundesforstverwaltung. Im Jahr 2013 wurde die DBU Naturerbe GmbH Eigentümerin der einst militärisch genutzten Fläche des Hartmannsdorfer Forst. Das DBU-Naturerbe Hartmannsdorfer Forst hat eine Fläche von 1.932 Hektar und überschneidet sich mit dem Naturschutzgebiet „Heide und Moorwald am Filzteich“ sowie dem Fauna-Flora-Habitat-Gebiet „Moorgebiet am Filzteich und Stockteich“.

### Montanregion Erzgebirge
Die Bergbaulandschaft Hoher Forst und der Filzteich sind Bestandteile der Montanregion Erzgebirge, die seit 2019 den UNESCO-Welterbetitel trägt.

## Natur

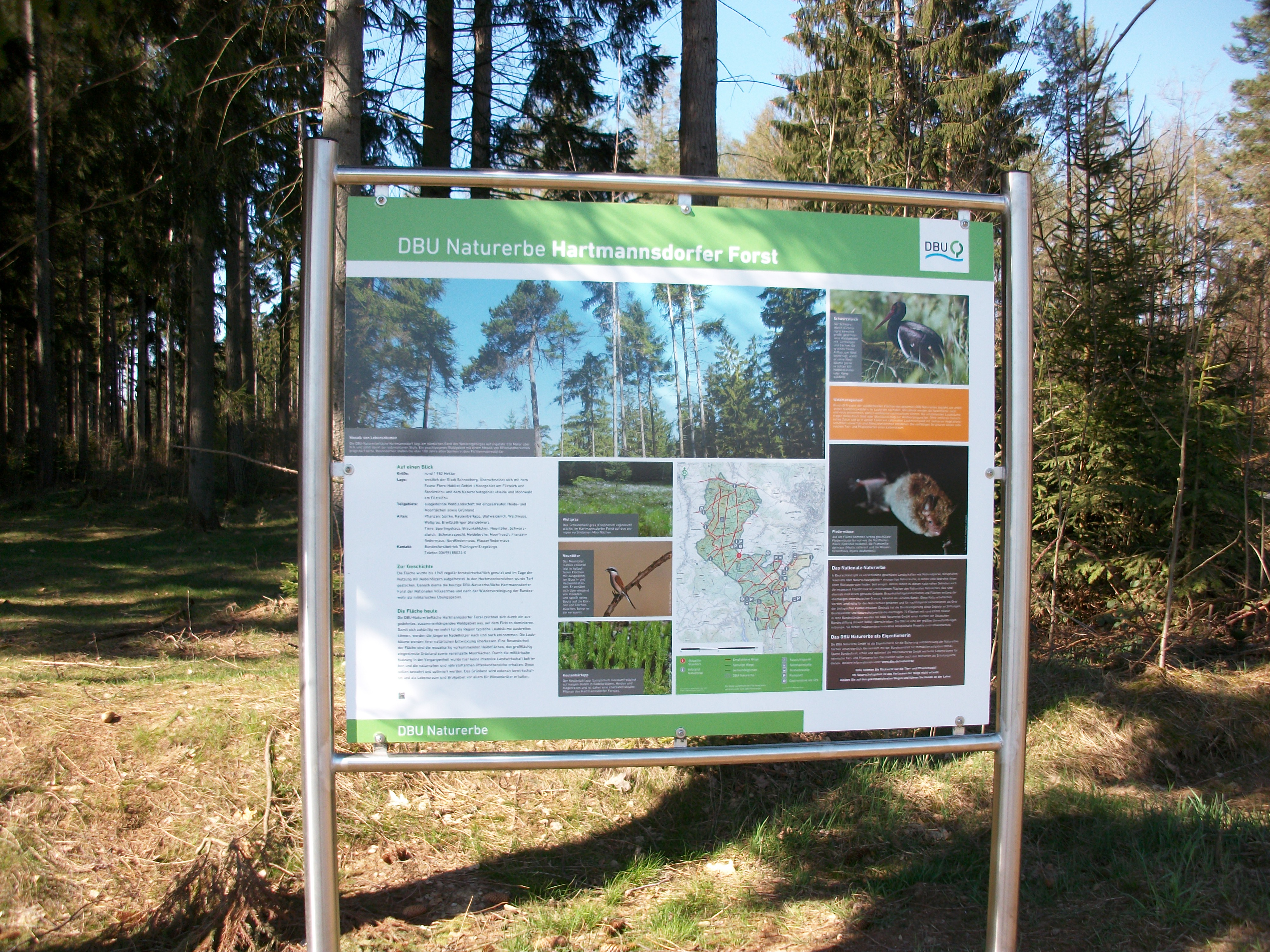
DBU Naturerbe Hartmannsdorfer Forst, Infotafel

Aufgrund der jahrzehntelangen Abriegelung des Gebietes konnten sich im Hartmannsdorfer Forst viele Tier- und Pflanzenarten in ihrer ursprünglichen Form erhalten. Das Hochmoor Jahnsgrün stellt eine Besonderheit aufgrund seiner geographischen Lage in den niedrigeren Lagen des Westerzgebirges dar. Vergleichbare Hochmoore finden sich im Erzgebirge nur in den Kammlagen. Das Gebiet um das Hochmoor steht seit 1995 unter Naturschutz und wurde 2010 in das Naturschutzgebiet „Heide- und Moorwald am Filzteich“ integriert, welches auch das Quellgebiet des Filzbachs und die Hartmannsdorfer Seite des Filzteichs umfasst. Weiterhin gehörten Teile des Hartmannsdorfer Forsts zum Fauna-Flora-Habitat-Gebiet „Moorgebiet am Filzteich und Stockteich“. Der einst militärisch genutzte Bereich des Hartmannsdorfer Forsts gehört seit 2013 zum DBU Naturerbe Hartmannsdorfer Forst.
Der ursprüngliche Wald bestand aus Laub- und Mischwald. Aufgrund des zunehmenden Holzbedarfs im Bergbau, besonders im Schneeberger Raum wurde der Wald stark abgeholzt. Im 18. Jahrhundert erfolgte eine Wiederaufforstung mit Nadelgehölzen, besonders mit Fichten. In der Gegenwart wird der Forst wieder in einen Mischwald umgewandelt. Der Torfabbau im Hochmoor veränderte die Natur in diesem Gebiet nachhaltig.

## Torfabbau

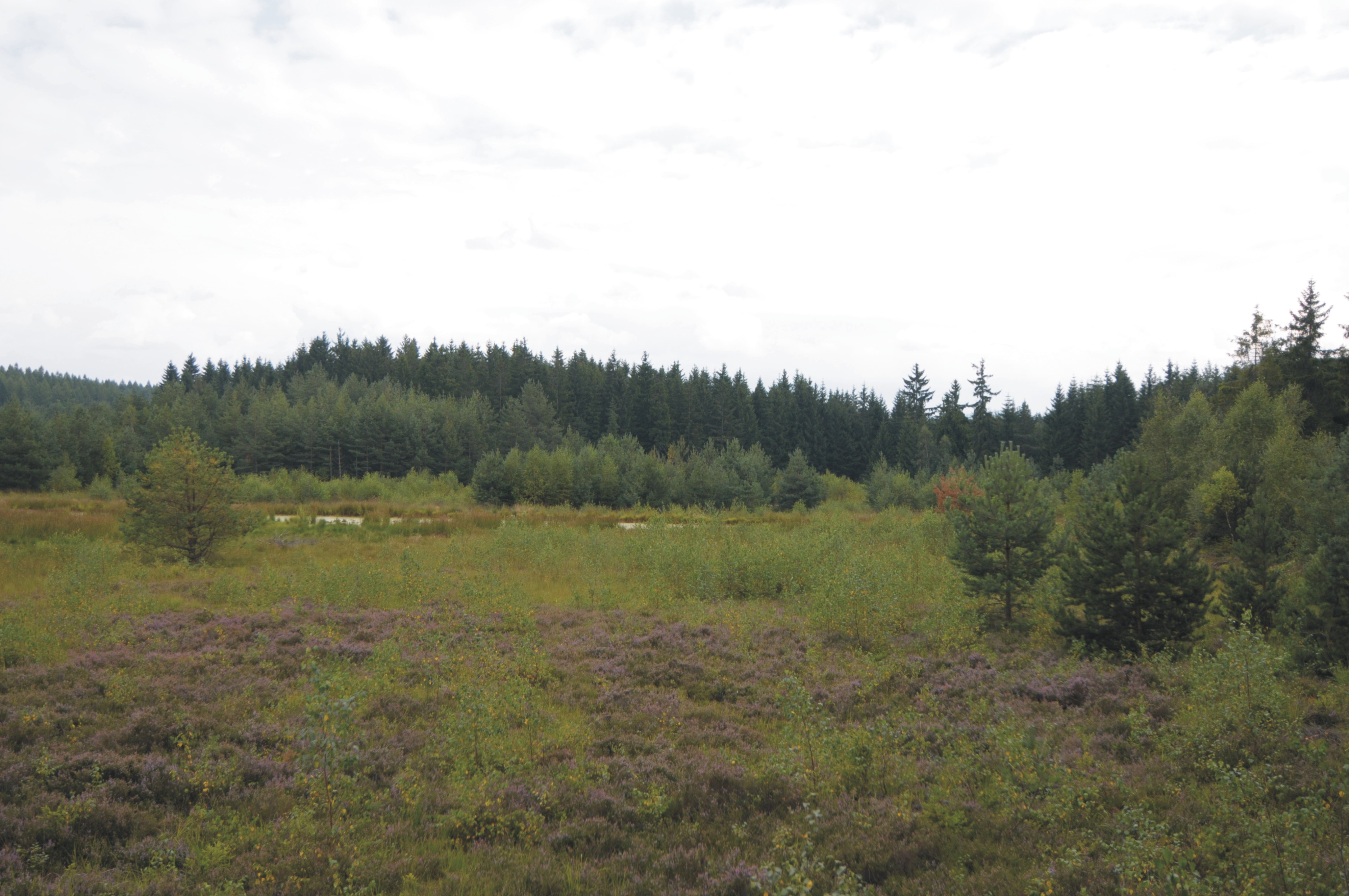
Jahnsgrüner Hochmoor mit Restzonen der ehemaligen Torfgewinnung

Das Areal des Hochmoores Jahnsgrün und weitere Bereiche des Hartmannsdorfer Forstes dienten in vergangenen Zeiten der Gewinnung von Torf. Die früheren Torfmeister und ihre Mitarbeiter fanden unter der Vegetationsdecke eine Schicht des lockeren Stechtorfs mit der Mächtigkeit von 1 bis 2 Metern, der eine hellbraune Farbe besitzt. Er besteht aus filzig verbundenen Resten von Moosen und Heidekraut, geringe Anteile von Kiefern- und Fichtenholz. Darunter liegt ohne scharfe Abgrenzung die Schicht des Streichtorfs, der dichter als die obere Torflage und erheblich stärker verkohlt ist. In ihm liegen hölzerne Reste (Wurzeln, Stammteile, Äste) von ehemaligen Birken, Erlen und Haselsträuchern. Der Torf besitzt insgesamt eine durchschnittliche Mächtigkeit von 3 Metern, kommt aber lokal bis auf 6 Meter. Die Torfablagerungen liegen auf einer Lettenschicht, der sich die tonig gekittete Verwitterungsdecke des Eibenstocker Granits nach unten anschließt, die jedoch vergrust ist. Zur Bildung der Torflager trugen die nach unten abdichtenden Tonsedimente wesentlich bei. Im Jahnsgrüner Stich wurden nach einer Zwischenlagerung in Dürrhäusern in den 1920er Jahren jährlich 2 Millionen Torfziegel verkauft. Der Torfwald bildet eine Flächenwasserscheide auf etwa 580 m ü. NHN.
Die Torfgewinnung erfolgte nicht nur in dem südöstlich der Gemarkung Jahnsgrün gelegenen Waldareal (ursprünglich auf etwa 60 Hektar), sondern auch an weiteren Stellen im Hartmannsdorfer Forst. Nachgewiesene Torfstiche gab es am Filzbach in Richtung Filzteich, nahe Lichtenau im Quellgebiet des Filzbaches sowie südlich der späteren Bundesstraße 169 am Lärchenflügel unterhalb des Mühl-Bergs, die jedoch schon im Hundshübler Forst lagen. Die letzteren Stiche wurden nur bedarfsweise betrieben. Ihre Torfmasse zeigt einen hohen Anteil an abgestorbenen Riedgräsern auf.
Die Stiche am Filzteich befanden sich noch Ende des 19. Jahrhunderts im staatlichen Eigentum und lieferten große Mengen an Torfziegel. Der gewonnene Torf fand hauptsächlich zur Herstellung von Heizmaterial, in geringerem Umfang als Torfdünger regionale Verwendung. Die Torfgewinnung am Filzteich begann 1789 und bei Jahnsgrün 1791. Der Abbau erfolgte anfänglich nur auf dem Stechtorf.

## Tourismus
Im und um den Hartmannsdorfer Forst gibt es zahlreiche Naherholungsmöglichkeiten. Das „Strandbad Filzteich“ auf der Schneeberger Seite sowie das Kinder- und Jugenderholungszentrum „KiEZ am Filzteich“ auf der Hartmannsdorfer Seite des Filzteichs laden zum Verweilen und Baden ein. Am Sonnenbergweg wurden ehemalige militärische Gebäude in einen Reiterhof umgewandelt. Die Wege im Hartmannsdorfer Forst wurden nach der Schließung der Jägerkaserne in Schneeberg mit Schildern versehen und für Wanderer, Reitwanderer und Radfahrer zugänglich gemacht. Der Hirschenstein, höchster Punkt der Gegend und des Landkreises Zwickau, besaß früher einen hölzernen Aussichtsturm. Im Unteren Forst errichteten die Kirchberger Heimatfreunde zwischen 2000 und 2001 den 5 km langen Natur- und Bergbaulehrpfad „Zum Hohen Forst“ mit 11 Schautafeln.

## Verkehr

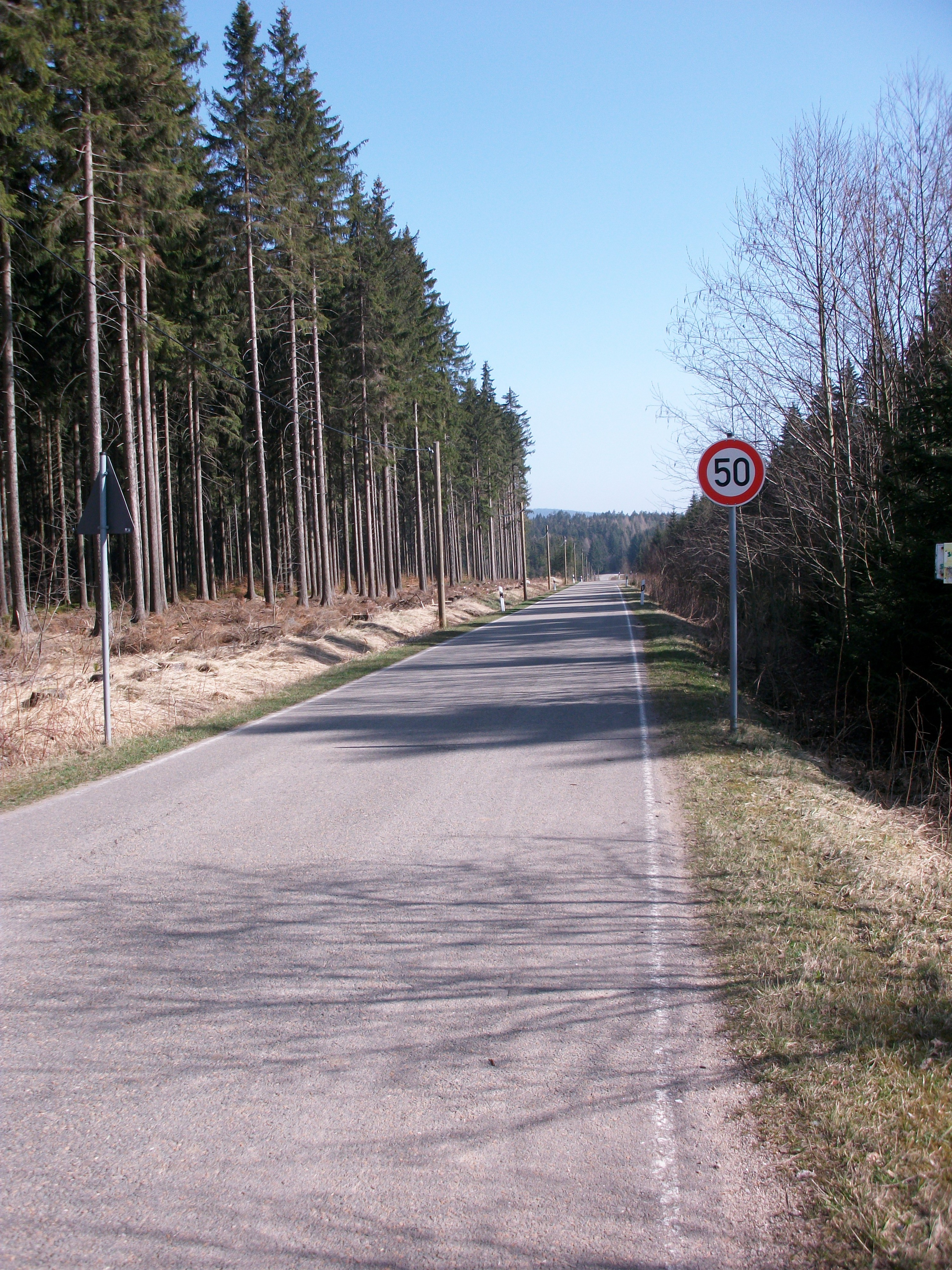
Torfstraße am Wettiner Platz

Hauptwege durch den Hartmannsdorfer Forst sind in Nord-Süd-Richtung die Salzstraße von Weißbach nach Lindenau, welche weiter als Lichtenauer Flügel bis Lichtenau reicht. In Ost-West-Richtung sind die Saupersdorfer und Wiesenburger Straße im Niederen Forst, der Krumme Weg und der Fürstenweg zu erwähnen. Einzige für den Verkehr öffentlich zugängliche Straße ist die Torfstraße, welche von Oberhartmannsdorf vorbei an Jahnsgrün und dem Torfstich nach Hundshübel führt. Den Hirschenstein erreicht man über den Langen Flügel. Im Südosten wird der Forst durch die Bundesstraße 169 begrenzt, welche in dem Gebiet auch Kreisgrenze zwischen dem Landkreis Zwickau und dem Erzgebirgskreis ist.